# Râul Păiș
Râul Păiș este un curs de apă, afluent al râului Jijioara. 